# 立体交叉

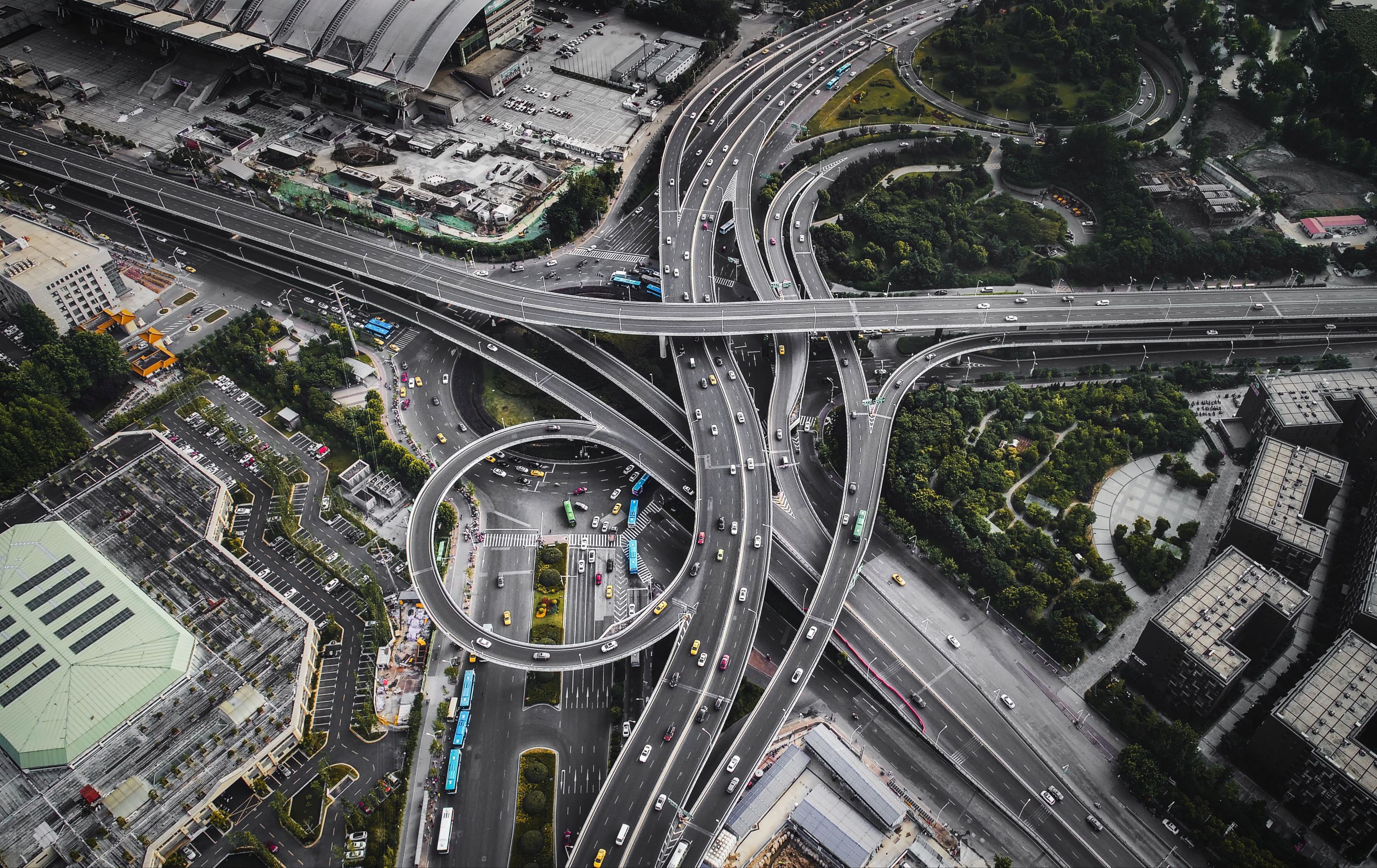
位于江苏省南京市的新庄立交桥

立体交叉，简称立交，是中国大陆的一个交通术语。立交通常指道路与道路或道路与铁路在不同高程上（即不在一个平面）的交叉。
在交通科学专业领域内，立体交叉桥（简称立交桥）指立体交叉内用于与地面道路形成立体交叉的行车桥梁。在民间，有时也将“立体交叉”俗称为“立交桥”。但实际上，“立交”既可以采用上跨式的立交桥，也可以采用下穿式的隧道跨越另一条公路或铁路。
通常而言，立交的层数越多，不同方向的车流隔离得越彻底，交通通行条件也越好，但代价是建设造价、占地面积也越多。

## 分类
按所承载的交通类型分，公路立交、铁路立交、人行立交都属于立交。按跨过另一条道路或铁路的方式分，立交可以分为从上方跨过的上跨式立交（Overpass）以及以隧道等方式从下方跨过的下穿式立交（Underpass）两类。
按交叉方式分，立交可包括下列类型：
- 互通式立交（Interchange），指交叉公路之间立体交叉并相互连通的交叉口[1]。包括：
  - 枢纽互通式立交（System Interchange），指高速公路（或其他封闭式干线公路，下同）与另一条高速公路之间提供连续、快速的交通转换功能的互通式立体交叉[1]。其案例如重庆市黄桷湾立交[9]、青岛市李村河互通立交[10]。
  - 一般互通式立交（Service Interchange），指高速公路与普通道路之交叉口[1]。多见于与市政道路连接的高速公路普通出入口[11]。
- 分离式立交（Grade separation），指交叉公路之间立体交叉但互不连通的交叉[1]。分离式立交一般分为以下两种设计方案[6]：
  - 上跨式，指高架路与其他地面道路立体交叉的一种建设方式。其案例如河南省信阳市黄岗分离式立交桥（上跨河南219省道）[12]、漯河市龙江路上跨京广铁路立交桥[13]及兰海高速公路贵遵段同城大道分离式立交桥[14]。
  - 下穿式，指下穿隧道等方式与其他地面道路立体交叉的一种建设方式。其案例如江苏省苏州市的扬明路下穿铁路立交[15]。